# سید حسین ذوالانوار
سید حسین ذوالانوار (زادهٔ ۱۳۲۷ در شیراز)، در محله پشت بازار وکیل شیراز در یک خانواده کاملاً مذهبی و اصیل چشم به دنیا گشود. پدر ایشان، مرحوم آیت الله سید محمد امام ذوالانوار از علماء مردمی شیراز و تحصیلکرده درحوزه‌های علمیه نجف و قم می‌باشد. مهندس ذوالانوار در سال ۱۳۵۸ در رشته مهندسی کشاورزی گرایش آب در مقطع لیسانس از دانشگاه دولتی شیراز (دانشگاه پهلوی سابق) فارغ‌التحصیل شد. مهندس ذوالانوار قبل از انقلاب در مبارزات اسلامی ملت ایران در شهر شیراز و برخی شهرستانهای استان ازجمله فسا (بعلت تدریس در مدارس آن شهرستان در کسوت معلمی) حضور فعال و مؤثر داشت و به واسطه همین فعالیت‌ها در سال ۱۳۵۱ توسط ساواک بازداشت گردید. وی پس از پیروزی انقلاب اسلامی نیز دارای مسئولیت‌های مهم بوده‌است. وی بعد از پیروزی انقلاب به سمت فرمانداری قم در سال‌های بحران منصوب و انجام وظیفه نمود. ایشان همواره درمقاطع حساس سیاسی و اقتصادی کشور، همزمان با دوران دفاع مقدس و درگیریهای سیاسی داخلی موضع روشن و بارزی در مقابل نیروهای ضد انقلاب و جریانات انحرافی مانند بنی صدر، منافقین و مانند آن داشت. سه دوره پی در پی نمایندگی مردم شیراز در مجلس شورای اسلامی نیز نشان از اعتماد مردم این خطه به صداقت و تعهد و وظیفه‌شناسی وی دارد. ایشان در دور هشتم به عنوان نماینده ستاد اقامه نماز کشور با حکم نماینده مقام معظم رهبری به مجلس شورای اسلامی معرفی گردید. وی طی دو دوره اخیر مجلس با انتخاب نمایندگان مردم استان به عنوان رئیس مجمع نمایندگان استان فارس برگزیده شد. التزام به تبعیت عملی از ولایت فقیه، ساده زیستی، دوری از فامیل سالاری و رانت خواهی، عدم توجه به ثروت اندوزی وقاطعیت در برخورد با مفاسد از جمله ویژگی‌های بارز و برجسته ایشان به گواه افرادی است که از دور و نزدیک با شخصیت ایشان آشنا می‌باشند. دارایی‌های وی در ابتدای دوره نمایندگی سه دانگ از منزلی در چهارراه خیرات و یک اتومبیل پیکان بود و اکنون پس از دو دوره نمایندگی مجلس نیز صرفاً سه دانگ از همان منزل و تبدیل پیکان به یک خودرو سی یلو مدل ۱۳۸۰ می‌باشد والبته این موضوع برای موکلین محترم و هر شخص دیگری قابل استعلام و احراز صحت خواهد بود. وی نماینده حوزهٔ انتخابیهٔ شیراز در دوره هشتم و نهم مجلس شورای اسلامی بوده‌است. وی از منتقدین به سیاست‌های دولت دکتر حسن روحانی بوده و در تیرماه ۱۳۹۴ با امضای طرح سه فوریتی خواستار عدم امضای قرارداد خفت بار برجام شد. وی معتقد به تکیه بر توانمندی‌های داخلی جهت پیشرفت و توسعه کشور بوده و بر لزوم درون زا و برون گرا بودن سیاست‌های توسعه‌ای مبتنی بر سیاست‌های کلی اقتصاد مقاومتی ابلاغی رهبری تأکید دارد.
او همچنین منتقد واردات تجهیزات و کالاهایی هست که در داخل تولید می‌شود و نسبت به تبدیل نشدن کشور به بازار واردات در فضای پس از برجام تذکراتی داده‌است.
با توجه به عضویت وی در کمیسیون انرژی مجلس شورای اسلامی به‌طور جدی پیگیر واردات اتوبوس‌های هیبریدی و نوسازی ناوگان حمل و نقل شهری به وسیله این تکنولوژی هست و در سؤالی از رئیس‌جمهور نسبت به خرید این نوع اتوبوس‌ها تذکر داده‌است.
وی همچنین تولیت آستان حضرت علی بن حمزه می‌باشد.
طرح / لایحه امضا شده توسط آقای سیدحسین ذوالانوار دوره نهم
طرح / لایحه امضا شده توسط آقای سیدحسین ذوالانوار دوره هشتم